# پتلاد
پتلاد (به انگلیسی: Petlad) یک منطقهٔ مسکونی در هند است که در Petlad Taluka واقع شده‌است. پتلاد ۲٬۲۷٬۰۳۱ نفر جمعیت دارد و ۳۰ متر بالاتر از سطح دریا واقع شده‌است.